# Raúl Montenegro
Raúl Montenegro Karlic (Córdoba, Argentina, 12 de marzo de 1949) es un biólogo ambientalista y activista argentino. Fue distinguido en 1998 con el Premio un Futuro No Nuclear en la categoría "Educación", y en 2004, con un Premio Nobel Alternativo.

## Biografía
Estudió en la Universidad Nacional de Córdoba, de donde se recibió en 1974 como biólogo. Tuvo un breve paso por la función pública tras el retorno de la democracia en Argentina, y en 1982 fundó la organización ambientalista cordobesa Fundación para la defensa del medio ambiente (FUNAM), de la cual fue también presidente. Ha sido profesor en la Universidad Nacional de Córdoba. 
Como activista ambientalista, ha tomado parte en varios proyectos de protección ambiental[cita requerida], y se ha opuesto a diversos proyectos con consecuencias ambientales. En Guatemala logró detener un plan de desarrollo de una planta de energía nuclear canadiense. En Argentina, ha publicado críticas al vertido criminal de tóxicos (y materia radioactiva) al ambiente y al abuso de pesticidas en la agricultura. Se manifestó en varias ocasiones en contra de la realización del Rally Argentina y de la competencia en el Camping  Municipal General San Martín pero se quedó callado cuando se construyeron countries en esa misma zona.
En ocasiones ha sido criticado por otros activistas y organizaciones ambientalistas que le atribuyen una forma agresiva de expresarse.[cita requerida]
Ha profundizado en teoría de los ecosistemas balanceados, dando numerosas conferencias sobre el tema.[cita requerida]  Ha trabajado para desarrollar enlaces entre ambiente, desarrollo, universidades, ciudadanos y ONGs.[cita requerida]